# Dowyrān
Dowyrān (persiska: دُيران, دویران, Doyrān) är en ort i Iran.   Den ligger i provinsen Västazarbaijan, i den nordvästra delen av landet, 600 km väster om huvudstaden Teheran. Dowyrān ligger 1 282 meter över havet och antalet invånare är 348.
Terrängen runt Dowyrān är platt åt sydost, men åt nordväst är den kuperad.Runt Dowyrān är det ganska tätbefolkat, med 185 invånare per kvadratkilometer. Närmaste större samhälle är Nūshīn Shar, 7,8 km väster om Dowyrān. Trakten runt Dowyrān består till största delen av jordbruksmark.